# Jacob a Castro
Jacobus a Castro (Amsterdam, 1560 - Roermond, 24 februari 1639) was de derde bisschop van Roermond van 1611 tot 1639. Zijn wapenspreuk was: Esto vigilans (Wees waakzaam).

## Loopbaan
Na zijn eerste studie in Amsterdam, studeerde Jacobus van den Borgh aan de universiteit van Leuven. In 1585 werd hij tot priester gewijd en benoemd tot kanunnik in de domkerk van Mechelen. Vlak daarna werd hij pastoor in Linden vlak bij Leuven. In 1594 werd hij tot regent aan de faculteit van godgeleerdheid van Leuven benoemd. In 1605 werd hij tot professor en president van het groot collegie der theologen benoemd. In 1611 werd hij door de aartsbisschop in Mechelen tot bisschop van Roermond gewijd. Hij woonde geregeld de provinciale synodes van Mechelen bij (1617, 1623, 1624, 1625, 1630) en organiseerde zelf diocesaan synodes om met de dekenen van zijn bisdom te vergaderen (1613, 1614, 1618, 1619, 1623, 1627). 
Toen de staatsen in 1632 Roermond, Venlo en Maastricht veroverden had het bisdom veel te verduren. Hij moest de domkerk ontruimen en schenken aan de protestanten. Op 24 september 1632 verhuisde hij naar de parochiekerk van St. Christoffel. De vrije uitoefening van de katholieke eredienst werd belet, zodat hij (in ieder geval pas na 1635) een tijd naar zijn geboortestad Amsterdam uitweek. Toen op 3 september 1637, na een hevig beleg, Roermond weer onder de Spaanse koning kwam, toog hij terug naar Roermond. De Heilige Geestkerk werd in 1637 opnieuw ingezegend door de bisschop, die toen het 52e jaar van zijn priesterwijding en het 25e jaar van zijn episcopaat herdacht. 
Hij overleed bijna 90 jaar oud. Hij werd begraven in de domkerk.
- International Standard Name Identifier: 0000 0003 9763 5573
- Virtual International Authority File: 314827002